# Askold Ivanovitch Vinogradov
Askold Ivanovitch Vinogradov (em russo:  Аско́льд Ива́нович Виногра́дов) (1929 – 31 de dezembro de 2005) (não confundir com Ivan Vinogradov, que dá o nome ao Teorema de Vinogradov e à Desigualdade de Polya-Vinogradov) foi um matemático russo com trabalhos em teoria dos números. Um resultado maior provado por ele foi o Teorema de Bombieri-Vinogradov.